# Болеслав II Сміливий
Болесла́в II Сміли́вий або Щедрий (пол. Bolesław II Śmiały; 1042 — 2/3 квітня 1081) — князь Польщі (1058—1076) і король (1076—1079), представник династії П'ястів, внук Великого князя Київського Володимира I Великого.

## Біографія
Болеслав II був сином князя Польщі Казимира I Відновителя і руської князівни Добронеги, доньки київського князя Володимира Святославовича.
Болеслав II відновив завойовницьку політику у дусі свого прадіда Болеслава I Хороброго. Князь неодноразово втручався у внутрішні справи сусідніх держав: в Угорщині надавав військову допомогу герцогу Белі проти короля Андраша I в 1057 році, 1074 року допоміг Гезі I повалити з престолу короля Соломона. Спираючись на союз з Угорщиною і Київською Руссю, Болеслав II у 1061 році втрутився в міжусобні війни в Чехії, але зазнав невдачі.
Після вигнання 1068 року з Києва князя Ізяслава Ярославовича, що був одружений з дочкою польського короля Мешка ІІ, Болеслав II 1069 (за іншими даними, 1074) допоміг своєму родичу відновити своє правління в Києві. Болеслав пішов на Київ, взяв місто в жорстку облогу, прожив тут всю зиму і жорстоко розправився з супротивниками Ізяслава.
Зміцненню міжнародного престижу польської держави сприяло також вдале втручання Болеслава II в боротьбу за інвеституру між імператором Генріхом IV і папою Григорієм VII. Болеслав II виступив на стороні останнього: у 1072 він відмовився виплачувати данину імператору і оголосив незалежність Польщі, а в 1074 визнав польську державу леном папського престолу. Це принесло свої плоди: у 1075 до Польщі прибув папський посланник, щоб остаточно закріпити права Гнезненського архієпископства, а в 1076 Болеслава II було короновано королем Польщі.
Таким чином Болеславу II вдалося вирішити два найважливіші завдання, що стояли перед польською державою з часів смути 1030-х: відновити незалежність Польщі і повернути польському монарху королівський титул.
Проте до кінця 1070-х загострилися внутрішні і зовнішні проблеми польської держави. Спроби Болеслава II повернути до складу Польщі Західне Помор'я повністю провалилися.
У 1077, на прохання Папи Римського, Болеслав здійснив другий похід на Київ. Місто було взяте, Ізяслав знову став Київським князем. Проте, як тільки поляки повернулися додому, брати Ізяслава знову виступили проти нього, і князь загинув у битві (1078). Основну проблему, проте, представляло посилення незалежності великої польської аристократії, яку підтримували Чехія і Священна Римська імперія. Після страти звинуваченого Болеславом II в зраді єпископа краківського Станіслава у країні почався заколот магнатів. На чолі повстання встав молодший брат короля князь Владислав Герман.
У 1079 Болеслава II Сміливого повалили з трону і вигнали із Польщі. Він був змушений втекти до Угорщини і помер у вигнанні через два роки. Престол зайняв бунтівний брат Болеслава, Владислав I Герман.

## Родина
Дружина — Вишеслава Київська, українська князівна, донька Великого князя Київського Святослава II.
Діти:
- Мешко Болеславич (1069–1089) — князь польський. Був одружений з Євпраксією, дочкою Великого князя Київського Ізяслава I.